# پیر پرنیان‌اندیش
پیر پرنیان‌اندیش کتابی است که سال ۱۳۹۱ منتشر شد و هوشنگ ابتهاج در دهه نهم از عمر خود خاطراتش را در گفتگو با میلاد عظیمی و عاطفه طیه در آن تعریف کرد. این کتاب در کمتر از یک ماه به چاپ دوم رسید
در این کتاب هوشنگ ابتهاج به بیان عقاید و نظرات خود دربارهٔ بسیاری از چهره‌های بنام موسیقی، شعر و سیاست در زمان خود می‌پردازد.
او در این کتاب تأیید می‌کند که آزادی‌اش از زندان بعد از نامه محمدحسین شهریار به سیدعلی خامنه‌ای و بیان این نکته که «وقتی سایه را زندانی کردند، فرشته‌ها بر عرش الهی گریه می‌کنند» صورت گرفته‌است. ابتهاج یک سال بعد از زندان آزاد می‌شود.

## ایده نوشتن کتاب
میلاد عظیمی نویسنده کتاب می‌گوید در سال ۱۳۸۵ روزی قرار شد من و همسرم عاطفه به خانه هوشنگ ابتهاج برویم و با او دیدار کنیم. قرار بود نیم ساعت خدمت ایشان باشیم؛ ساعت ۵ بعدازظهر رفتیم و ۲ بامداد آمدیم! خیلی زود با ایشان دوست شدیم؛ سایه دید که ما خیلی دوستش داریم و تقریباً همه اشعارش را حفظ هستیم و حافظ به سعی سایه را خوب خوانده‌ایم. ما هم از همان لحظه اول فهمیدیم که حرف‌ها و نکته‌ها و خاطراتی که سایه می‌گوید جالب و مهم است. همان لحظه به ذهن‌مان رسید که این خاطرات باید ثبت و ضبط شود. استاد شفیعی کدکنی هم توصیه کردند و سایه هم بالاخره قبول کرد که گفت‌وگوهایمان را ضبط کنیم. ایامی که در ایران بود، گاهی هر روز هفته و هر روز چندین ساعت؛ مثلاً ۱۰–۱۲ساعت! با او بودیم. از وقتی هم وارد می‌شدیم ضبط و دوربین را روشن می‌کردیم تا موقع خروج و همه چیز ثبت می‌شد.

## واکنش‌ها
این کتاب واکنش‌های بسیاری به دنبال داشت. مجله ادبی هنری تجربه در پرونده‌ای با مقالاتی از سیمین بهبهانی، حسین علیزاده، رضا براهنی، یدالله رؤیایی و محمدعلی سپانلو به بررسی این کتاب پرداخت. مجله تجربه، شماره ۱۸، دی ۱۳۹۱. مجله بخارا هم با چاپ مقاله ای از دکتر مهدی فیروزیان (مدرس دانشگاه تهران)به انتقاد از نادرستی و ناروایی نقدهای تجربه و مغرضانه بودن نقدهای سایرین پرداخت.
رضا داوری اردکانی هم در نامه‌ای به محمدرضا شفیعی کدکنی به این کتاب پرداخت.
نقد دیگری به قلم مهدی فیروزیان در نشریهٔ آینهٔ پژوهش منتشر شد.